# San Rafael (Salta)
San Rafael es una localidad del departamento Capital, provincia de Salta, Argentina.

## Población
Contaba con 1,061 habitantes (Indec, 2001). En el último censo se la integró al componente La Ciénaga - San Rafael del aglomerado del Gran Salta.
- Datos: Q6119643